# Wi-Fi Protected Access

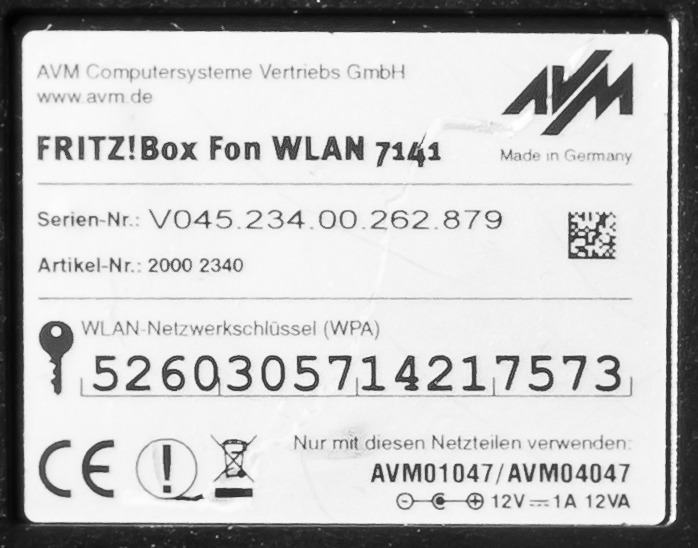
Fritz!Box Fon WLAN 7141 – tabliczka znamionowa z kluczem sieciowym WLAN (WPA)

Wi-Fi Protected Access (WPA) – standard szyfrowania stosowany w sieciach bezprzewodowych standardu IEEE 802.11.

## Wersje WPA

### Pierwsze WPA
WPA jest następcą mniej bezpiecznego standardu WEP. Standard WPA został wprowadzony przez organizację Wi-Fi Alliance. Pierwsza wersja profilu WPA została wprowadzona w kwietniu 2003 roku. WPA wykorzystuje protokoły TKIP (Temporal Key Integrity Protocol), 802.1x oraz uwierzytelnienie EAP.
Już w pierwszej wersji uwzględniono również mechanizm Message Integrity Check. Ma on utrudnić atakującemu sieć odsyłanie przechwyconych pakietów ze zmianami.
WPA został wprowadzony jako standard przejściowy pomiędzy WEP a zabezpieczeniem 802.11i, czyli WPA2 w celu zwiększenia bezpieczeństwa użytkowników sprzętu mającego na stałe zaimplementowany WEP bez konieczności ich wymiany. Osiągnięto to przez cykliczną zmianę klucza szyfrującego WEP, co przy odpowiedniej częstotliwości zmian uniemożliwia jego złamanie pomimo istniejących podatności.
Także dzięki temu zabiegowi wyposażenie systemu lub urządzenia w WPA jest możliwe bez zmiany sprzętu – wystarczy zmienić oprogramowanie (sterownik w przypadku kart sieciowych, a w przypadku punktów dostępowych – firmware).

### WPA2
Nowa wersja została zatwierdzona w 2004 roku. Najważniejszą różnicą pomiędzy WPA a WPA2 jest używana metoda szyfrowania. O ile WPA wersji pierwszej korzysta z TKIP/RC4 oraz MIC, WPA2 wykorzystuje CCMP/AES.

### WPA3
W styczniu 2018 zapowiedziano nowy standard WPA3, który ma zastąpić WPA2. Certyfikację rozpoczęto w czerwcu 2018.
W trybie Enterprise nowy standard używa odpowiednika 192-bit mocy szyfrowania (AES-256 w trybie GCM). Dla trybu Personal wymagane jest natomiast użycie przynajmniej CCMP-128 (AES-128 w trybie CCM).
Wprowadzono również zmiany w sposobie wymiany klucza, który ma zwiększyć bezpieczeństwo w trybie Personal. WPA3-Personal nadal wykorzystuje wspólny klucz (hasło), ale mechanizm WPA-PSK został zastąpiony metodą Simultaneous Authentication of Equals (SAE).

## Tryby pracy
WPA może korzystać z trybu:
- Enterprise – wtedy używa serwera RADIUS, który przydziela klucze odpowiednim użytkownikom.
- Personal – nie dzieli kluczy na poszczególnych użytkowników, wszystkie podłączone stacje wykorzystują jeden wspólny klucz (PSK – Pre-Shared Key).

## Bezpieczeństwo
Uwierzytelnienie w protokole WPA-PSK jest podatne na ataki słownikowe. Szyfrowanie TKIP w WPA jest podatne na atak kryptologiczny o ograniczonym zasięgu, dla którego opracowano również zoptymalizowaną wersję.